# Violent Revolution
Violent Revolution deseti je studijski album njemačkog thrash metal sastava Kreator. Objavljen je u 25. rujna 2001. godine, a objavila ga je diskografska kuća Steamhammer.
Nakon skoro jednog desetljeća eksperimentiranja s industrial metalom i gothic metalom, sastav se konačno vraća u izvorne thrash metal vode iz 1980-ih.

## Popis pjesama
| 1.    | »Reconquering the Throne«          | 4:12 |
| 2.    | »The Patriarch« (instrumental)     | 0:52 |
| 3.    | »Violent Revolution«               | 4:54 |
| 4.    | »All of the Same Blood«            | 6:12 |
| 5.    | »Servant in Heaven - King in Hell« | 5:07 |
| 6.    | »Second Awakening«                 | 4:47 |
| 7.    | »Ghetto War«                       | 5:02 |
| 8.    | »Replicas of Life«                 | 7:31 |
| 9.    | »Slave Machinery«                  | 3:55 |
| 10.   | »Bitter Sweet Revenge«             | 5:22 |
| 11.   | »Mind on Fire«                     | 3:56 |
| 12.   | »System Decay«                     | 4:34 |
| 56:24 |                                    |      |

## Zasluge
Kreator
- Mille Petrozza – vokali, gitara
- Sami Yli-Sirniö – gitara
- Christian Giesler – bas-gitara
- Jürgen "Ventor" Reil – bubnjevi

Ostalo osoblje
- Tommy Newton – inženjer zvuka
- Kalle – pred produkcija
- Takehiko Maeda – zapisi (japanska verzija)
- Andreas Marschall – omot albuma
- Dirk Schelpmeier – fotografija, dizajn
- Andy Sneap – produkcija, inženjer zvuka, miksanje, mastering